# Movistar Open 2006
Movistar Open 2006 — тенісний турнір, що проходив на кортах з твердим покриттям у місті Вінья-дель-Мар, Чилі з 30 січня . Належав до категорії ATP International Series, був турніром серії Chile Open 2006 року.

## Фінальна частина

### Одиночний розряд
Хосе Акасусо —  Ніколас Массу 6–4, 6–3

### Парний розряд
Хосе Акасусо /  Себастьян Прієто —  Франтішек Чермак /  Леош Фридль 7–6(7–2), 6–4